# كريم بيبي تريكي
كريم بيبي التريكي (من مواليد 16 أغسطس 1968 في وهران ، الجزائر)، سياسي جزائري، يشغل منصب وزير البريد والاتصالات الجزائري منذ 8 يوليو 2021.

## حياته وتعليمه
حصل التريكي على بكالوريوس في الرياضيات سنة 1986 من ثانوية العقيد لطفي، وماجستير في الإلكترونيات سنة 1991 من جامعة العلوم والتكنولوجيا في وهران ، الجزائر.

## المسيرة المهنية
- من عام 1994 حتى عام 1996، كان التريكي ملازمًا ثانيًا احتياطيًا في القوات الجوية الجزائرية.[4][5]
- بين عامي 1992 و2009، عمل في شركة ألفاترون للصناعات الإلكترونية. كان مهندس التطوير من عام 1992 حتى عام 1996. وفي عام 1997، تم تعيينه مديراً للهندسة والتطوير. وفي عام 1999، أصبح التريكي نائباً للمدير العام. ومن عام 2001 حتى عام 2009، شغل منصب رئيس مجلس الإدارة والرئيس التنفيذي لشركة ألفاترون.[4][5][6]
- من عام 2009 حتى عام 2020، شغل التريكي عدة مناصب في شركة إنتل، بما في ذلك مدير تطوير الأعمال، والمدير القطري لشمال إفريقيا والقائد القطري لشركة إنتل.[6][7][8]
- بين عامي 2020 و2021، شغل منصب رئيس مجلس الإدارة والمدير التنفيذي لمجموعة اتصالات الجزائر.[4][5][8]
- منذ 7 يوليو 2021، يتولى التريكي منصب وزير البريد والاتصالات.[5]

1. ↑   http://www.premier-ministre.gov.dz/ressources/front/images/gouvernement/gov-composition/gov-benabderahmane/biographie-ministres/14-Biographie-Karim-Bibi-Triki-fr.pdf. {{استشهاد ويب}}: |url= بحاجة لعنوان (مساعدة) والوسيط |title= غير موجود أو فارغ (من ويكي بيانات) (مساعدة)
2. ↑  "Bibi Triki takes office as Minister of Post and Telecommunications". Algeria Press Service. مؤرشف من الأصل في 2022-11-07. اطلع عليه بتاريخ 2022-10-06.
3. ↑  "Algerian Embassy in the United States of America". www.algerianembassy.org. مؤرشف من الأصل في 2023-09-29. اطلع عليه بتاريخ 2022-10-06.
4. 1 2 3 4 5  "MINISTER'S BIOGRAPHY". Ministry of Post and Telecommunications. مؤرشف من الأصل في 2022-10-06. اطلع عليه بتاريخ 2022-10-06.
5. 1 2 3 4  "Biographie Du Ministre de la Poste et des Télécommunications". Services du Premier Ministre (بالفرنسية). Archived from the original on 2023-04-04. Retrieved 2023-04-04.
6. 1 2  "Karim BIBI TRIKI". Algeria 2.0 (بfr-FR). Archived from the original on 2023-04-18. Retrieved 2023-04-04.{{استشهاد ويب}}:  صيانة الاستشهاد: لغة غير مدعومة (link)
7. ↑  infomediaire. "Karim Bibi Triki, Directeur Général Intel Afrique du Nord". Infomédiaire (بfr-FR). Archived from the original on 2023-04-05. Retrieved 2023-04-04.{{استشهاد ويب}}:  صيانة الاستشهاد: لغة غير مدعومة (link)
8. 1 2  "Bibi Triki prend ses fonctions de ministre de la Poste et des Télécommunications". Algerie Press Service. مؤرشف من الأصل في 2023-04-05. اطلع عليه بتاريخ 2023-04-04.